# Jussinsaari (ö i Birkaland, Tammerfors, lat 61,72, long 23,16)
Jussinsaari är en ö i Finland. Den ligger i sjön Kyrösjärvi och i kommunen Tavastkyro i den ekonomiska regionen Tammerfors och landskapet Birkaland, i den sydvästra delen av landet, 200 km nordväst om huvudstaden Helsingfors. Öns area är 3,1 hektar och dess största längd är 340 meter i sydöst-nordvästlig riktning.